# ألان مارتن (لاعب كرة قدم أسترالية)
ألان مارتن (بالإنجليزية: Alan Martin)‏ هو لاعب كرة قدم أسترالية أسترالي، ولد في 13 مارس 1928، وتوفي في 30 أغسطس 2004.

## وصلات خارجية
- ألان مارتن على موقع AustralianFootball.com (الإنجليزية)
- ألان مارتن على موقع AFLtables.com (الإنجليزية)